# 東區 (熊本市)
東區（日语：／ Higashi ku */?）是熊本市于2012年4月升格為政令指定都市時新設的一個行政區。區役所設于東本町。

## 地理
位於熊本市東部，相當于以前的畫津村（1932年和熊本市合併）、健軍村的大部分（同1936年）、秋津村（同1954年）、託麻村的大部分（同1956年・1970年）4村。北、西、南3區有部份地區是1990年代之後才被劃入熊本市區，東區的所有區域都是在1970年以前就和熊本市合併了。除了和北區、中央區、南區之外，還和菊陽町、益城町、嘉島町相鄰。和北區以白川為界，和嘉島町的境界附近有加勢川流淌。西南部有江津湖。

## 人口
人口有19萬192人，是5區中最多的。面積50.07平方公里。人口密度3,800人/平方公里，約為中央區的一半，但和北、西、南各區相比是這些區的2倍以上。

## 名稱
東區的臨時名稱是「D區」，在2010年9月實施的「徵集區名」中，獲得支持最多的依次是東區（48.4%）、城東區（21.5%）、託麻區（2.4%）、熊東區（1.7%）、健軍區（1.3%）、熊本東區（1.2%）、小楠區（0.8%）、肥後東區（0.7%）、江津區（0.6%）、東城區（0.6%）、（其他 20.7%）。熊本市行政區劃審議會據此決定將東區、城東區、肥後東區、託麻區、江津區定為候選區名，2010年12月再次舉行「意向調査」，在這五個區名中，東區獲得了第一位，佔57.0%。在審議會進行討論之後，2011年1月正式將「東區」這一名稱定為區名的方案提交給市長。翌月，熊本市決定將此確定為「方針」、2011年12月，熊本市議會正式通過這個決定。

## 外部連結
- （日語） 官方网站
- OpenStreetMap上有關東區 (熊本市)的地理